# Roger Barbier
Roger Barbier is een historisch merk van motorfietsen.
Klein Zwitsers merk dat in de jaren twintig een 250 cc eencilinder viertaktmodel maakte. Later volgde een oliegekoelde 500 cc OHC-versie met aluminium cilinder en gietijzeren cilinderkop.